# Torshi

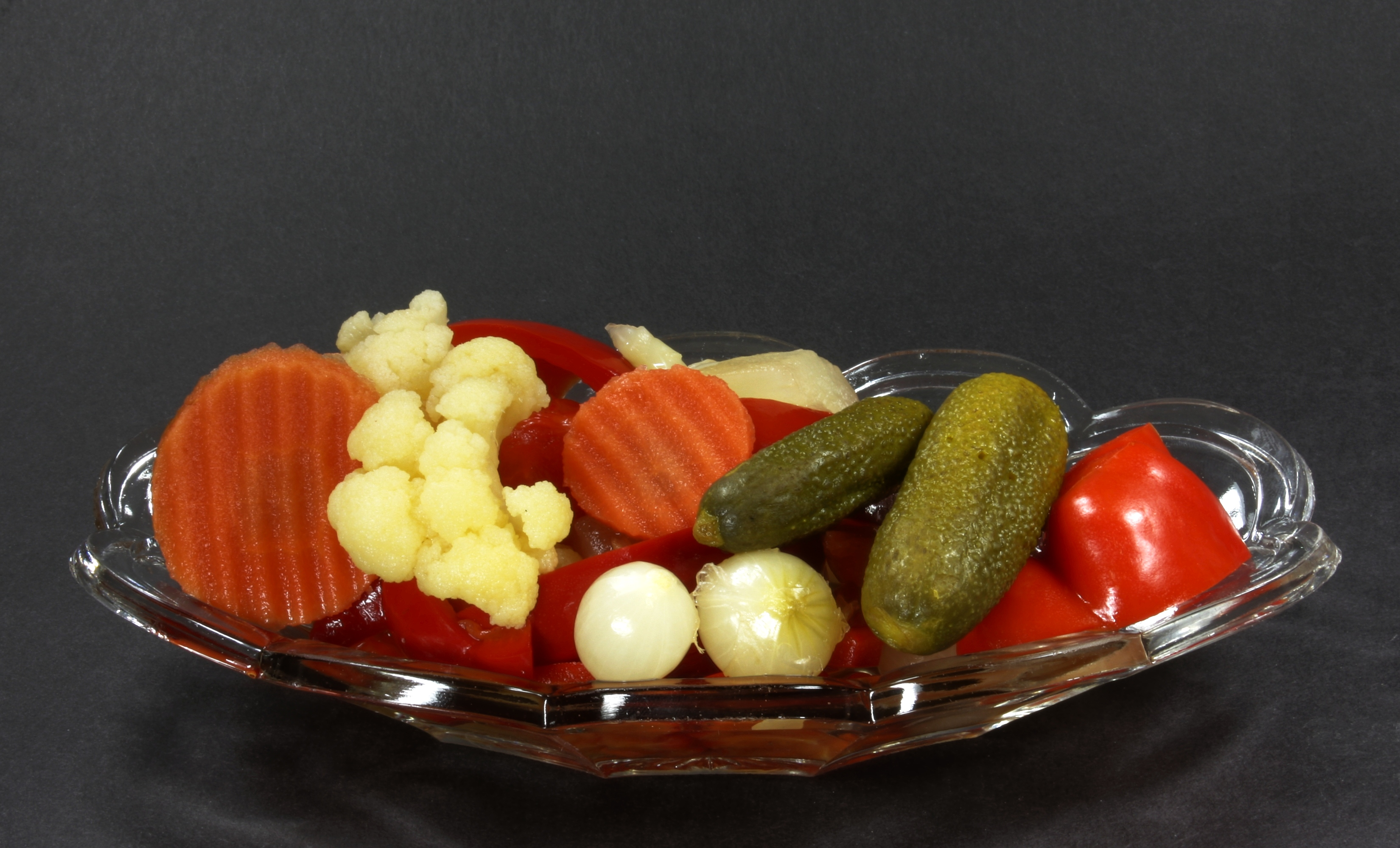
Mixed Pickles

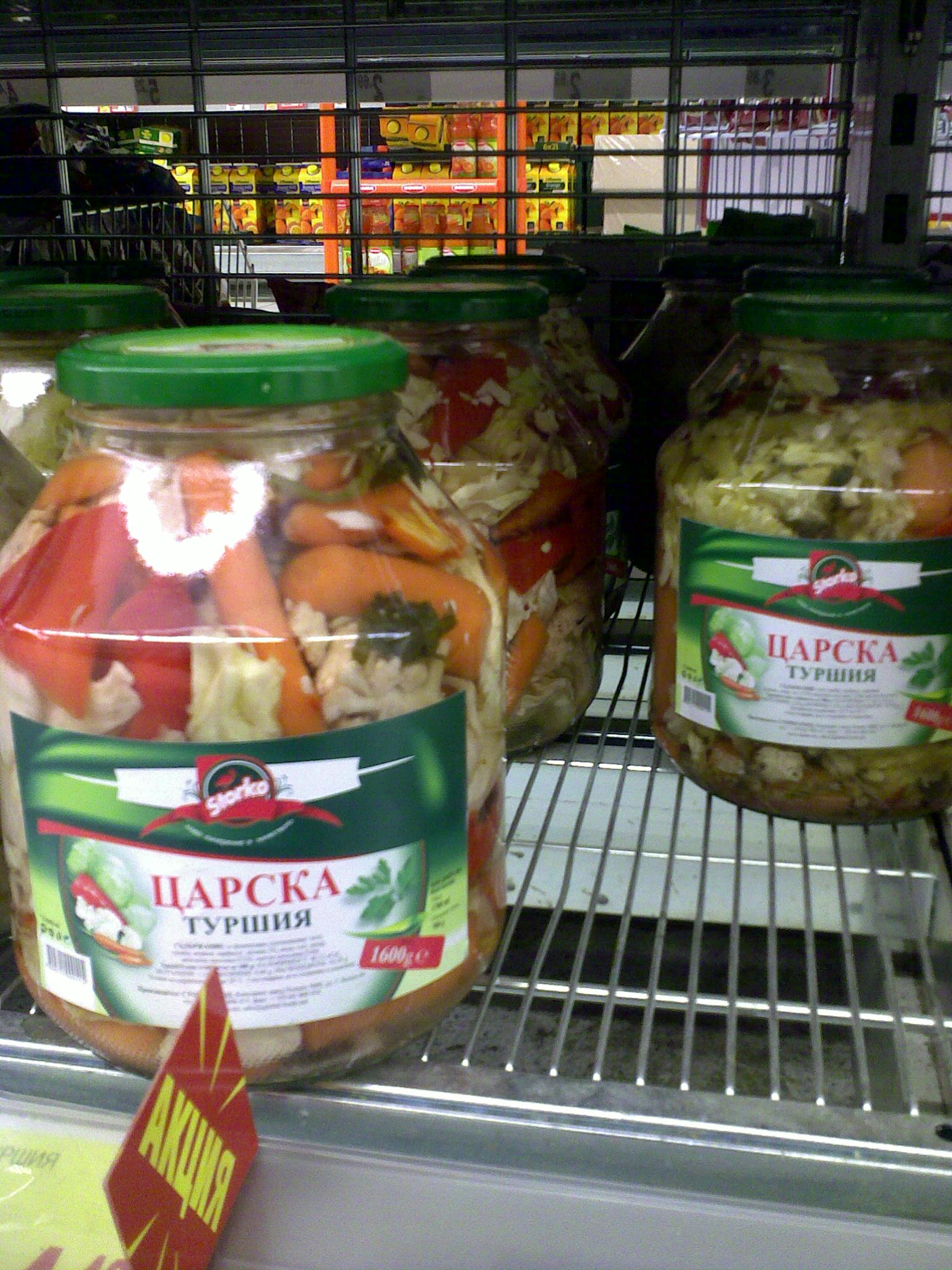
Torshi im bulgarischen Supermarkt

Torshi oder Torschi (von persisch ترشی Torschī, von torsch „sauer“), auch Turshu, Turshiya, Turschija (albanisch turshia) oder türkisch Turşu, kurdisch Tirşî (griechisch τουρσί toursí) genannt, ist ein in Essig-Salz-Lake eingelegtes Gemüse − oft auch mit Knoblauch −, das heute auch in Südosteuropa, Kleinasien, im Kaukasus und im Nahen Osten verbreitet ist. Zu den typischen Zutaten gehören Weißkohl, Blumenkohl, grüne Bohnen, Möhren, Auberginen, Paprika, Pfefferonen, grüne Tomaten, Topinambur, Ingwer, Gurken und Kürbis. Es ist eine traditionelle Vorspeise bzw. Meze. Ursprünglich wurde es im Winter als Ersatz für frisches Gemüse verzehrt, wird nun aber ganzjährig angeboten.
In der Türkei wird das Gericht Hamsiturşu (von Hamsi, eine Sardellenart) auf dieselbe Art zubereitet, was mit Brathering vergleichbar ist. Im Kurdischen gibt es zwei Varianten, von denen eine eine helle gelbliche – bis neongelbe – Farbe aufweist und eine in einem lila Ton. Diese wird auch als Tirşîye sor oder Mixale betitelt.